# De Cock en moord eerste klasse
De Cock en moord eerste klasse is het eenendertigste deel van de De Cock-serie.

## Verhaal
Een nieuwe officier van justitie, Mr. D.O.M. Medhuizen, moet in Amsterdam een frisse wind laten waaien. Hij volgt Mr. Schaaps op, met wie commissaris Buitendam het uitstekend kon vinden. Uit zijn oude arrondissement Alkmaar heeft hij zijn allereerste onopgelost moorddossier meegenomen. Hij overhandigt het persoonlijk aan de bekendste rechercheur van Nederland, Jurriaan De Cock. Intussen is Vledder bij Buitendam geweest, die hem promotie wil geven. Maar dan moet hij afscheid nemen van De Cock. Dick Vledder zegt De Cock dat hij daar nog niet aan toe is. Hij heeft nog soms rillingen van zijn flaters in de zaak van Alex Delszsen, toen De Cock een week aan het vissen was. Zijn collega vertelt over een nieuwe uitdaging. Een onopgeloste moord van 2 jaar terug. Op de lijn Amsterdam Enkhuizen werd het ontklede lijk van een mooie jonge gewurgde vrouw gevonden in een eersteklasse coupé. De conducteur had in Zaandam de trein verlaten met ernstige maagklachten. Tijdens dit gesprek krijgt Dick Vledder een wel erg toevallig telefoontje. Er ligt op Amsterdam Centraal een dode vrouw in een eersteklasse coupé.
Ze gaan lopend naar de plaats delict. Het hoofd van de spoorwegrecherche, hoofdinspecteur Jan Westerneng, ontvangt stralend zijn bekende collega’s De Cock en Vledder. Lijkschouwer Den Koninghe constateert forse wurgplekken op het verder gave naakte lichaam. Ook in deze trein is de conducteur ziek uitgestapt. Mr. Medhuizen ontbiedt De Cock om deze nieuwe moord te bespreken, want hij ziet overeenkomsten. In de recherchekamer meldt zich een jonge vrouw, Louise de Coligny. Ze komt hulp vragen. Normaal reist ze in de eerste klasse in dezelfde trein. Vandaag niet omdat haar broer plotseling langs wilde komen. Ze is bang dat de moordenaar de verkeerde heeft omgebracht. Want ze krijgt al twee jaar bijna maandelijks dreigtelefoontjes. Ze kent de naam van het eerste slachtoffer in Enkhuizen, Stella Bernard. Vlak na het vertrek van Louise, meldt een statige heer zich bij de rechercheurs. Het is Jean de Tournes, de vader van het gevonden slachtoffer Suzette in de trein Nijmegen-Amsterdam. De Cock confronteert hem vrij onhandig met een foto van de dode vrouw.
De twee rechercheurs slenteren naar Smalle Lowietje. Onderweg hebben ze alleen maar vragen en ze gissen nog naar de antwoorden. Ze komen dit keer niet veel te weten bij de caféhouder. Jonge vrouwen ontkleden heeft een overbekend doel en over Enkhuizen weet Lowie niets als rasechte Amsterdammer. Terugwandelend legt De Cock Vledder uit dat Stella en Suzette niet seksueel zijn misbruikt. Daarom blijft het ontkleden een prikkelend raadsel. Op het politiebureau wacht de woedende broer van Louise, die De Cock aanspreekt op plichtsverzuim. Paul de Coligny meldt een aanslag met een auto op zijn zus, die juist om bescherming had gevraagd van de politie. Zij ligt in het Academisch Ziekenhuis van Utrecht, maar heeft het overleefd. De Cock is niet onder de indruk, want hij heeft de collega’s in Utrecht volledig op de hoogte gebracht. Maar wellicht is die ochtend de verkeerde vrouw omgebracht. Want Paul bevestigt dat Louise werd bedreigd. Anderzijds schrikt hij van de naam van het nieuwe slachtoffer. Suzette de Tournes was een vriendin van Stella Bernard. De in verwarring gebrachte Paul besluit zijn klacht niet in te dienen.
De volgende ochtend komt de Cock verkwikt op zijn werkplek. Omdat Dick Vledder naar de sectie moet, gaat De Cock naar Pieter de Boer, in dienst bij de Compagnie Internationale des Wagons-Lits. Hij kan zich een gedistingeerde dame herinneren in de coupé van de blonde griet die is vermoord. Ze was gekleed in een donkerbruin mantelpakje van grove tweed met een beige blouse met volanten. Terug op het bureau krijgt Dick Vledder nog te horen dat de moeder van Pieter een modezaak heeft in Enkhuizen en dat Pieter modefreak is. Dick Vledder meldt dat hij ooit werd verdacht van een verkrachting. Maar dat vindt De Cock nu weer atypisch. Het duo rijdt naar Utrecht om conducteur Cornelis de Jonghe te horen. Hij zegt koffie te hebben gekregen van “Peet”, de steward. De Cock besluit ook Louise te bezoeken. De beschrijving van de gedistingeerde dame brengt haar in een opperste staat van verwarring. De auto was een lichtblauwe Mercedes bestuurd door een man. Als de Cock het aan Dick Vledder vertelt, die niet mee op ziekenbezoek was, weet die het meteen. Jean de Tournes reed in een lichtblauwe Mercedes!
Nadat Dick Vledder de Volkswagen slippend en met enige schade heeft geparkeerd op de steiger achter het politiebureau, zien ze een blauw Mercedes staan voor de ingang. Dick Vledder gaat de auto goed bekijken op lakschade, terwijl De Cock naar de recherchekamer gaat. Jean beschuldigt Louise van een wraakoefening. Er was ruzie om een man. Zelf heeft hij een alibi voor de moordaanslag op Louise. Hij was bij Richard Bernard, de vader van Stella. De twee rechercheurs zijn het gruwelijk eens: deze zaak stinkt.
De volgende morgen komt een opgewekte De Cock ruim te laat en wordt ontboden bij Buitendam, die drie problemen heeft. Hij noemt een affaire Vledder. Maar De Cock is slim want bevorderen van Vledder is ok, maar Dick wil graag een duo blijven. Buitendam zal er over nadenken. Verder heeft De Cock zich ongepast uitgelaten tegenover de vader van het vermoorde meisje. Maar het derde punt is het heikelst. Amice Mr. Schaaps is weggepromoveerd en met hem had Buitendam een voortreffelijke relatie. De nieuwe OJ heeft een oud dossier buiten hem om in de maag van zijn ondergeschikte gesplitst! De Cock raadt zijn chef minzaam aan met Mr. Medhuizen ook zo’n uitstekende relatie op te bouwen als met de onbekwame Schaaps. Er volgt een “Eruit”, en De Cock gaat. De technische dienst heeft rapport uitgebracht en stuurt een adresbandje uit de prullenbak. Het is het adres van Richard Bernard Amstel 1317 Amsterdam. De Cock houdt met van alles rekening, ook met een bewust vals spoor. Maar waar is het koffiebekertje dat Pieter de gedistingeerde dame had overhandigd?
Richard Bernard ontvangt de rechercheurs allervriendelijkst. Hij bevestigt het alibi van Jean en vertelt waarom Stella twee jaar eerder de trein naar Enkhuizen nam. Ze had daar een vriendje, Peet de Boer. Dick Vledder is nu overtuigd en De Cock wijst hem de weg. Buitendam, de officier van justitie en dan mag hij hem arresteren. Maar de Cock doet niet mee. Vledder en later toch de Cock nemen de steward een scherp verhoor af. Het enige nieuwe feit is dat de dame in blauw hem ook koffie voor de conducteur gaf. Vledder sluit hem op in een politiecel. Maar ook bij hem slaat de twijfel toe. De twee rechercheurs vinden Peet een vreemde vogel, maar is hij de moordenaar? Ook De Cock kent vooralsnog geen betere verdachte, maar hij zegt Vledder dat zoiets geen reden is om iemand op te sluiten. Midden in de discussie meldt zich onaangekondigd een gedistingeerde dame in een donkerbruin mantelpakje van grove tweed, de moeder van Suzette de Tournes, die haar geboortenaam weer draagt, Cynthe de Lamotte. Ze leeft gescheiden van haar echtgenoot, maar ze hebben nog wel contact. Nu is het de beurt van de Cock om zich met vrouwenkleding te bemoeien. Want in de eersteklasse coupé zat bij haar dochter een gelijksoortig geklede dame. Cynthe verteld dat haar dochter, die bij haar thuis woonde, maandelijks al twee jaar lang telefonisch werd bedreigd. Dick Vledder haalt schielijk Peet uit zijn cel en die herkent hijgend de dame van de twee bekertjes koffie. Eén voor haarzelf en een voor de conducteur. Maar Peet moet luid protesterend terug zijn cel in. De Cock kruipt in de politievolkswagen en brengt Cynthe op haar verzoek naar Richard Bernard, een oude kennis van de familie.
De Cock heeft moeie voeten. Dat betekent dat het onderzoek muurvast zit. Volgens Jan van Keulen zijn huisarts is het psychisch. De Cock houdt er inmiddels ernstig rekening mee dat er een dubbelgangster van Cynthe in de eersteklasse coupé zat. De Cock vreest dat er onvoldoende argumenten waren om Peet te arresteren, maar ook te weinig om hem nu vrij te laten. Dan meldt zich Pierre la Croix. Hij komt zijn tante Cynthe een alibi verschaffen. Ook zijn zus Lucienne la Croix krijgt al twee jaar dreigtelefoontjes. Pierre maakt zich grote zorgen om haar. Hun beider ouders zijn twee jaar geleden omgekomen bij een auto-ongeluk in Frankrijk. Broer en zus hebben wekelijks contact, ook al woont Lucienne in Zeist. Suzette is Lucienne haar nicht van ongeveer gelijke leeftijd. De 2 rechercheurs houden de moorden steeds meer op een complot, waar ze geen vinger achter kunnen krijgen. Bovendien is Louise de Coligny uit het ziekenhuis verdwenen. Dick Vledder krijgt vervolgens met enige moeite Peet de Boer vrij. En hij vertelt De Cock dat er bij de sectie op Suzette digitaline (digitoxine) is aangetroffen. De Cock belooft ooit te weten waarom.
De twee rechercheurs zoeken Lucienne la Croix op bij haar werkgever de IJsselstijnse Bank. Lucienne is een dwarse denkster. De familie wist al bij de moord op Stella wie de dader was. Terug aan de Warmoesstraat ligt er een briefje. Ga naar de begraafplaats Zorgvlied en bekijk het graf van Mareille Lorraine, derde zijpad rechts. Ondanks het spitsuur wil De Cock naar de begraafplaats. Het hek is gesloten en ook De Cock ziet geen mogelijkheid het te openen. Ze klimmen samen over het hek en vinden het graf met de tekst. "Rust zacht lieve moeder, Mareille Lorraine, Hebr. 10 vers 30 Aan Mij komt de wrake, spreekt de Heer." De Cock constateert dat de destijds 24-jarige Mareille al 20 jaar dood is. Bij het graf staan ook nog drie stenen urnen. Twee urnen zijn gevuld met zand en roet, de derde is nog leeg. Dick Vledder moet terug naar de auto om twee monsters in twee plastic zakjes te doen. De Cock laat Dick Vledder de archieven afzoeken naar Mareille Lorraine. Zelf gaat hij met de politieauto naar Louise de Coligny. Hij komt haar woning binnen met zijn inbrekerswerktuigje en constateert tot zijn voldoening dat de oude Remington-typemachine voldoet aan het profiel van de ontvangen kerkhofbrief. Na ruim een uur kan hij de bewoonster begroeten.
De Cock zet deze keer een rijdende valstrik op in de trein Nijmegen-Amsterdam. Jan Westerneng rijdt mee als conducteur. Appie Keizer is steward. Fred Prins is een keurig geklede zakenman met eersteklasse ambities. De Cock verstopt zich achter een krant evenals Dick Vledder. Op het station Driebergen-Zeist stapt Lucienne in. Vlak na Utrecht komt de trein tot stilstand, nadat conducteur Jan heeft gemeld dat ‘ze’ in de trein is. Fred Prins meldt vervolgens dat 'ze' uit de trein is gesprongen en dood is. De Cock en Vledder herkennen nadat een pruik is verwijderd Paul de Coligny.
Thuis legt De Cock de dubbele moord uit aan de rechercheurs van de laatste trein. De Cock noemt het de moeilijkste zaak uit zijn loopbaan. Zonder een brief van een jonge vrouw had hij het niet gered. In Enkhuizen woonde 20 jaar geleden Michel de Coligny. Deze protestantse jongeman leerde op vakantie in Frankrijk de katholieke Mareille Lorraine kennen. Zijn ouders verbieden het huwelijk. Michel en Mareille beginnen een buitenechtelijke relatie en krijgen twee kinderen, Paul en Louise. Dan gebeurt er iets vreemds en verschrikkelijk. Mareille wordt geïntroduceerd door Michel bij zijn 3 vrienden, Richard Bernard, Jean de Tournes en Antoine la Croix. De drie beloven Mareille vanuit Amsterdam naar Enkhuizen te begeleiden. Maar Mareille wordt gewurgd en verkracht in een eersteklasse coupé gevonden. De drie worden gearresteerd. Maar via een dure advocaat komen ze snel weer vrij. Michel begraaft zijn vriendin op Zorgvlied en zijn kinderen krijgen de naam De Coligny. De families van de drie vrijgekomen moordenaars verhuizen van Enkhuizen naar Amsterdam en dan gebeurt er 20 jaar weinig.
Twee en een half jaar geleden stierf Michel de Coligny en hij laat op zijn sterfbed zijn kinderen wraak zweren. Paul kocht drie urnen voor bij het graf van zijn moeder. Louise schakelde in Zaandam de conducteur uit en Paul vermoordde in een tweedpakje Stella. Hij stal de kleren en stopte de as in de eerste urn. Het tweede beoogde slachtoffer was Lucienne la Croix. Een migraine aanval redde haar en Paul besloot nummer drie van zijn lijstje te nemen die toevallig in de trein zat, Suzette. De ouders van de vermoorde vrouwen hadden al snel door hoe de vork in de steel zat. Maar als ze naar buiten traden, zou de oude moordzaak weer in de publiciteit komen. Jean de Tournes raakte van de kook en probeerde Louise dood te rijden. Hierna krijgen Louise en Paul verschil van mening. Louise vindt het genoeg en schrijft de recherche een brief. Als dank weigert De Cock Louise als medeplichtige te arresteren. Hij heeft haar vandaag begeleid naar Schiphol op weg naar Soedan. Als iedereen naar huis is, wil mevrouw De Cock weten waarom toch de kinderen moesten worden gestraft? De Cock leest voor uit de bijbel van Paul: Exodus 20 vers 5 (Want ik de Heere, uw God, ben een naijverige God, die de misdaad der vaderen bezoekt aan de kinderen).